# Thelypteris ireneae
Thelypteris ireneae är en kärrbräkenväxtart som först beskrevs av Alexander Curt Brade, och fick sitt nu gällande namn av David Bruce Lellinger. Thelypteris ireneae ingår i släktet Thelypteris och familjen Thelypteridaceae. Inga underarter finns listade.